# Theretra mira
Theretra mira är en fjärilsart som beskrevs av Swinhoe 1892. Theretra mira ingår i släktet Theretra och familjen svärmare. Inga underarter finns listade i Catalogue of Life.